# Macaco negre de Sulawesi

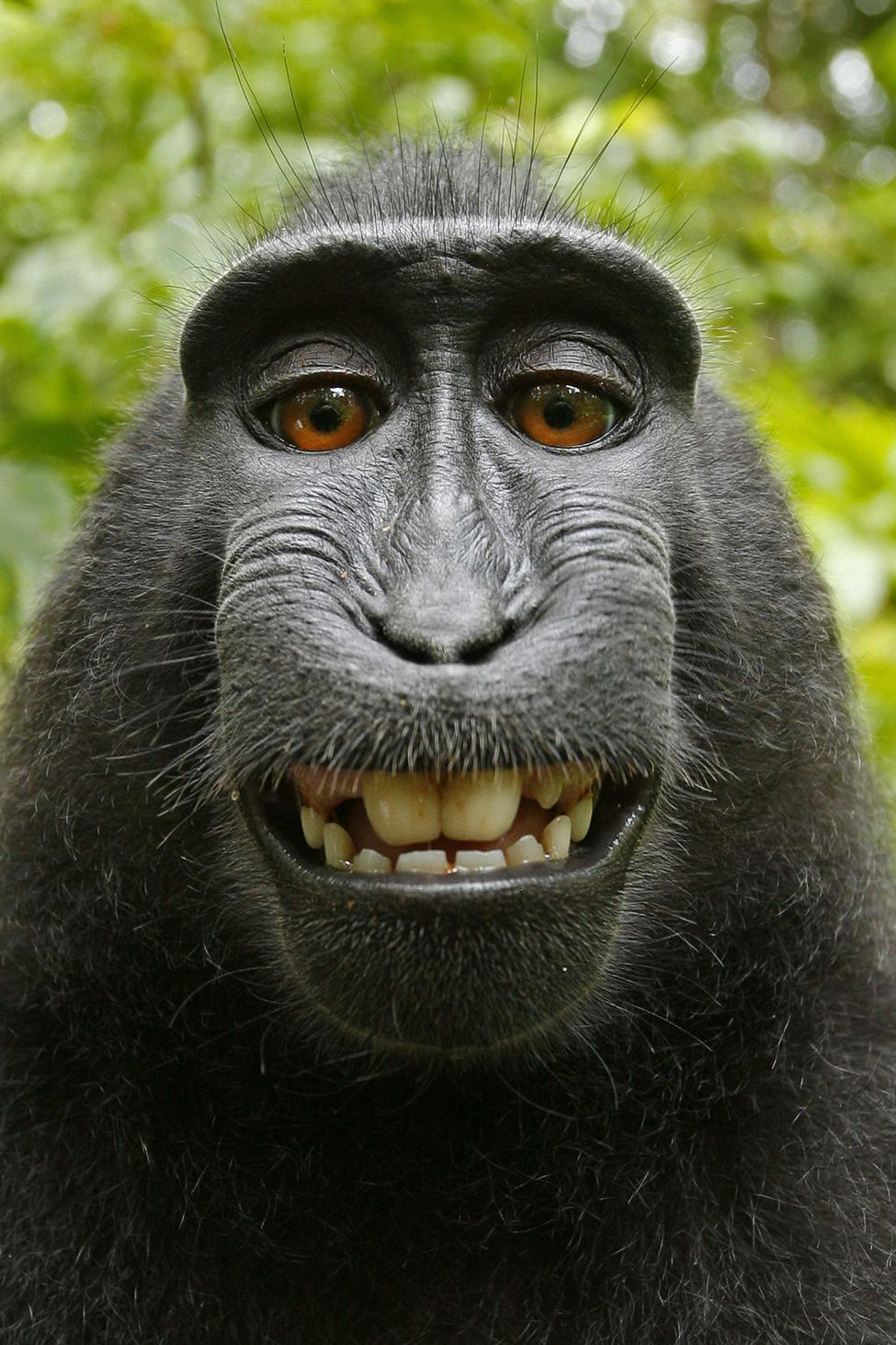
Autoretrat d'una femella

El macaco negre de Sulawesi (Macaca nigra) és una espècie de primat del gènere dels macacos, dins de la família dels cercopitècids, que viu a la reserva natural de Tangkoko Batuangus del nord-est de l'illa indonèsia de Sulawesi (Cèlebes) i algunes petites illes properes.

## Descripció
El macaco negre de Sulawesi és conegut localment com a yaki o wolai. Deixant de banda alguns pèls blancs a la zona de les espatlles, té el pelatge i la cara de color negre fosc. Té els ulls d'un color vermellós-marronós, cosa estranya per un primat. La cua és molt curta (2 cm). Amb una llargada corporal de 45-57 cm i un pes de 5,5-10 kg, es tracta d'una de les espècies de macaco més petites.

## Curiositats
Un macaco negre de Sulawesi, anomenat Naruto, que es va fer unes autofotografies (selfies) l'any 2011 amb la càmera del fotògraf David Slater. Això feu que el 2015 l'entitat animalista PETA reclamés davant els tribunals de San Francisco per tal que aquest animal es convertís en autor legal de les seves fotografies.
El fotògraf David Slater ja havia perdut un contenciós contra Wikimedia, que havia publicat les fotos d'aquest macaco sense permís. Va ser l'oficina de Drets d'Autor dels Estats Units que va dictaminar que «no es registraran obres produïdes per la natura, animals o plantes» i precisament posa com a exemple «una fotografia presa per un mico».